# Maksym Stepanov
 Maksym Stepanov, né en 1975 est un médecin et homme politique ukrainien.
En mars 2020, il est ministre de la Santé du gouvernement Chmyhal.

## Biographie
Il fut gouverneur de l'oblast d'Odessa de janvier 2017 à avril 2019.
En mars 2020 il est nommé ministre de la santé en remplacement de Illia Yemets.